# Senna tora
Senna tora là một loài thực vật có hoa trong họ Đậu. Loài này được (L.) Roxb. miêu tả khoa học đầu tiên.

## Hình ảnh

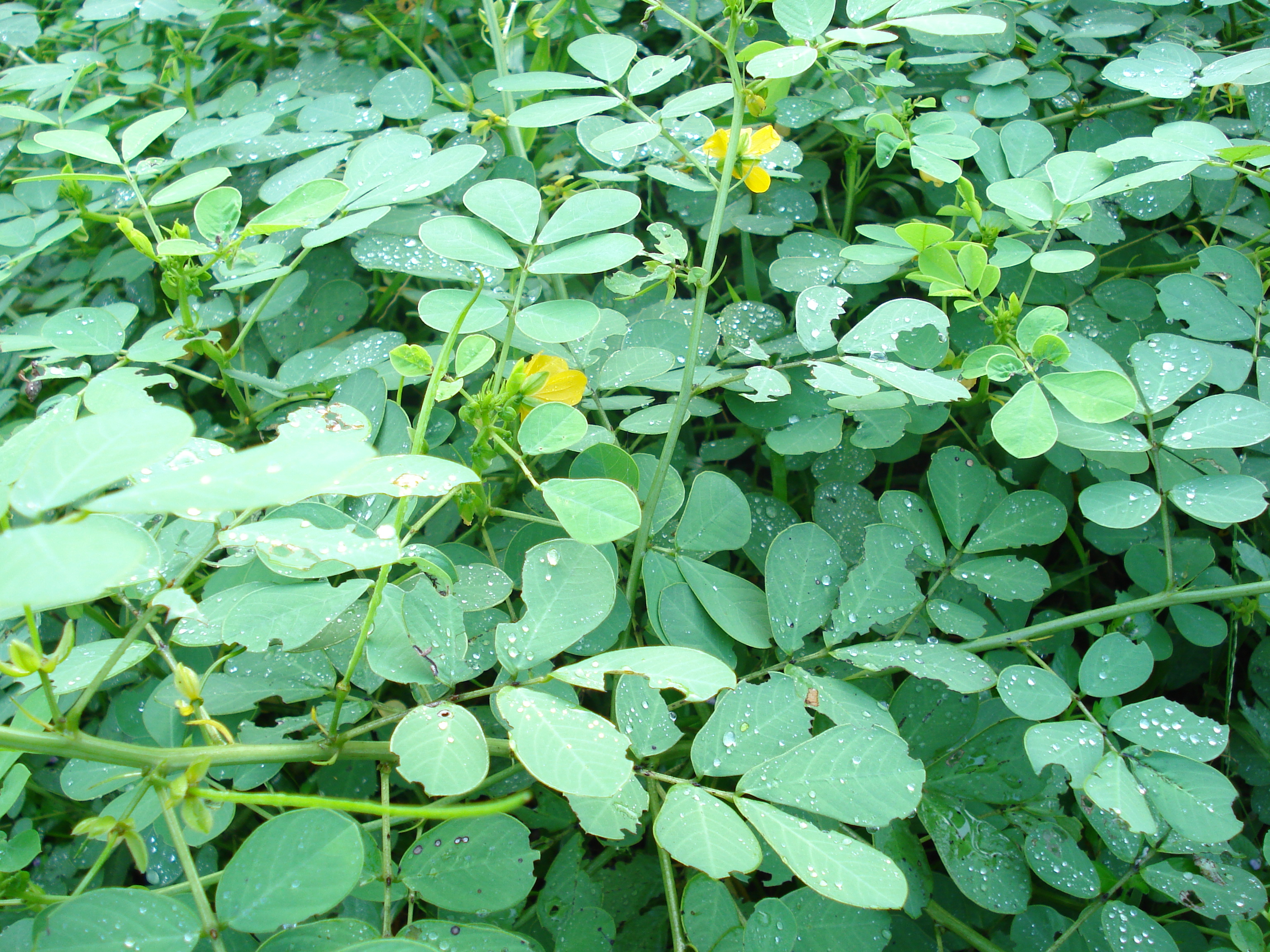
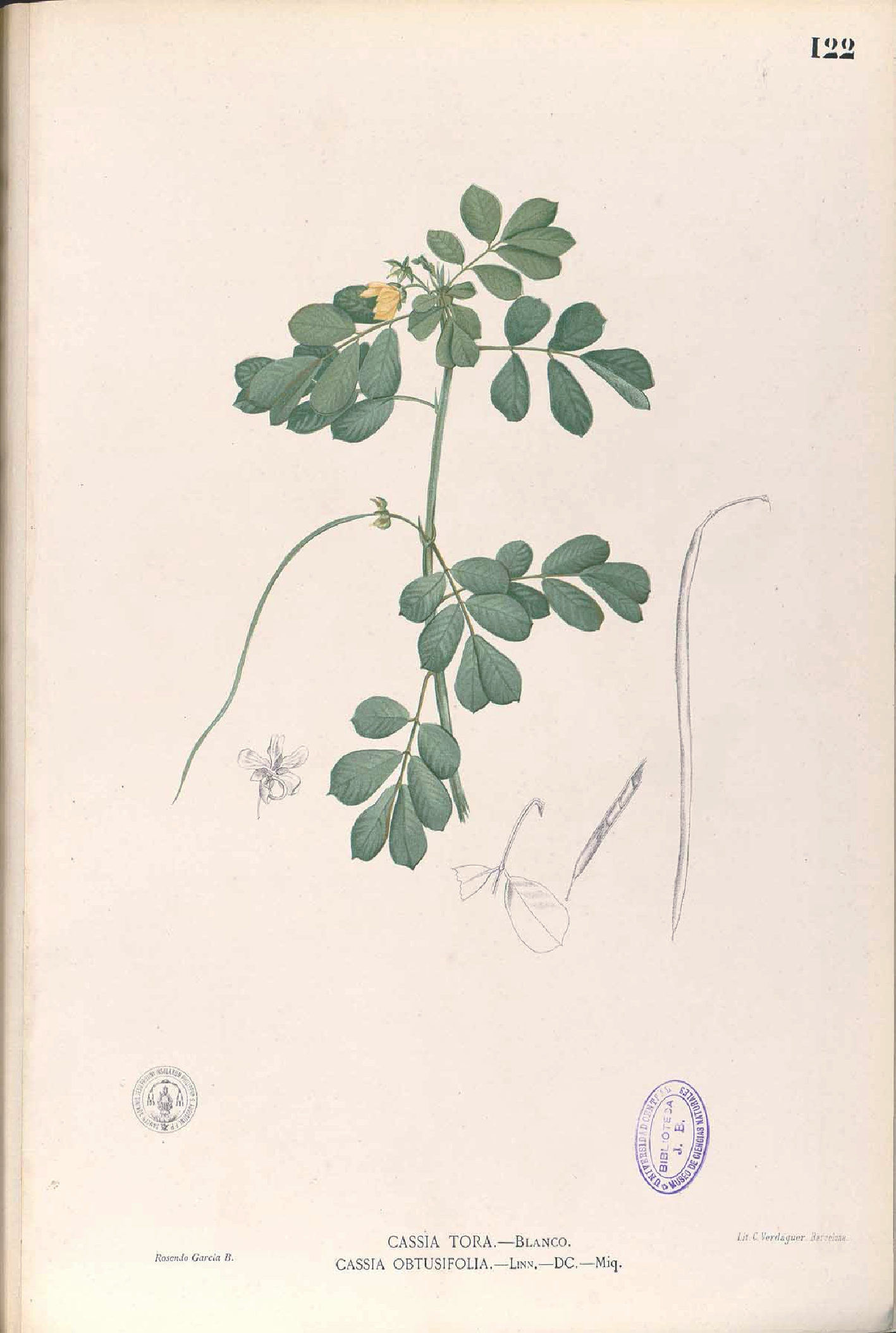
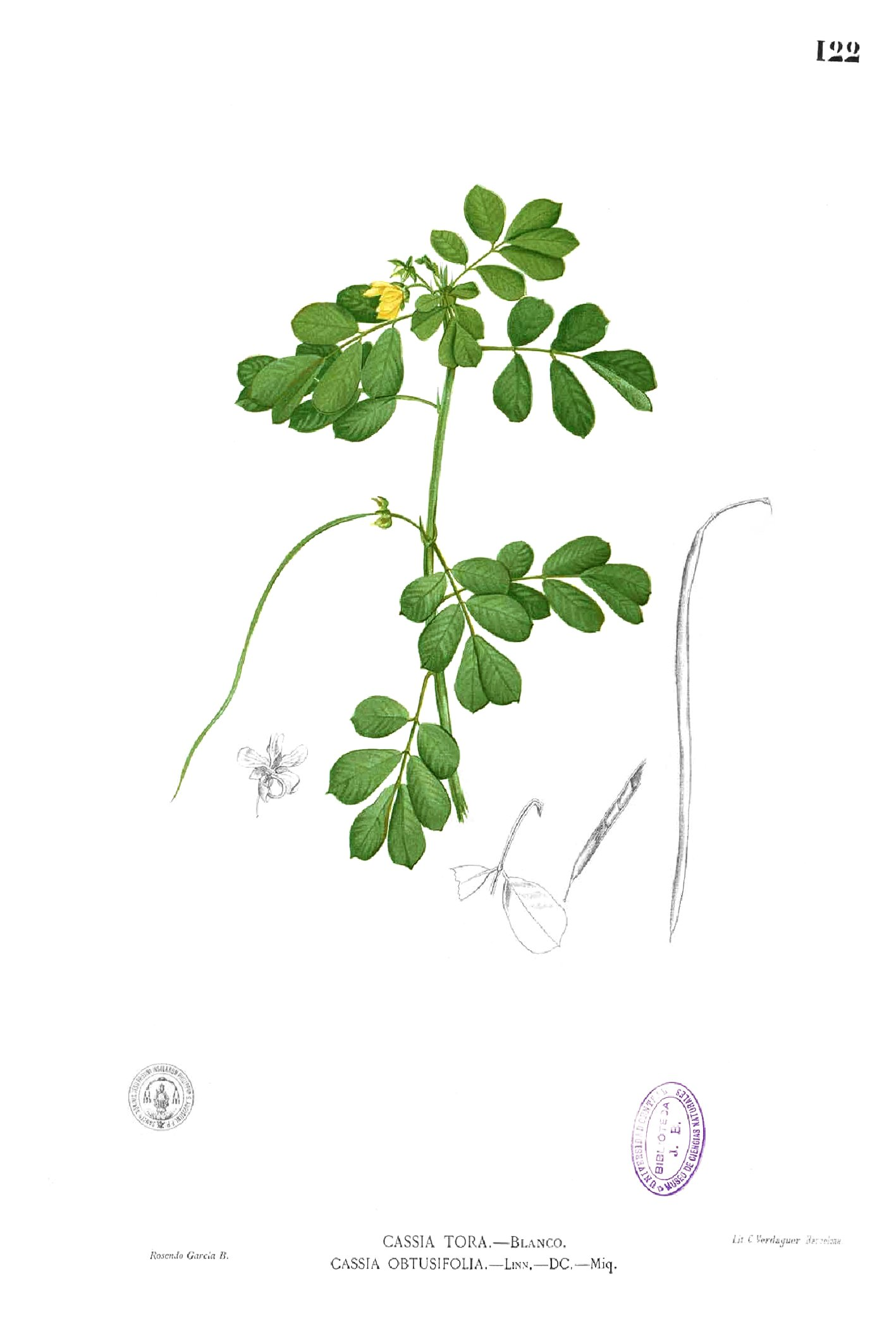
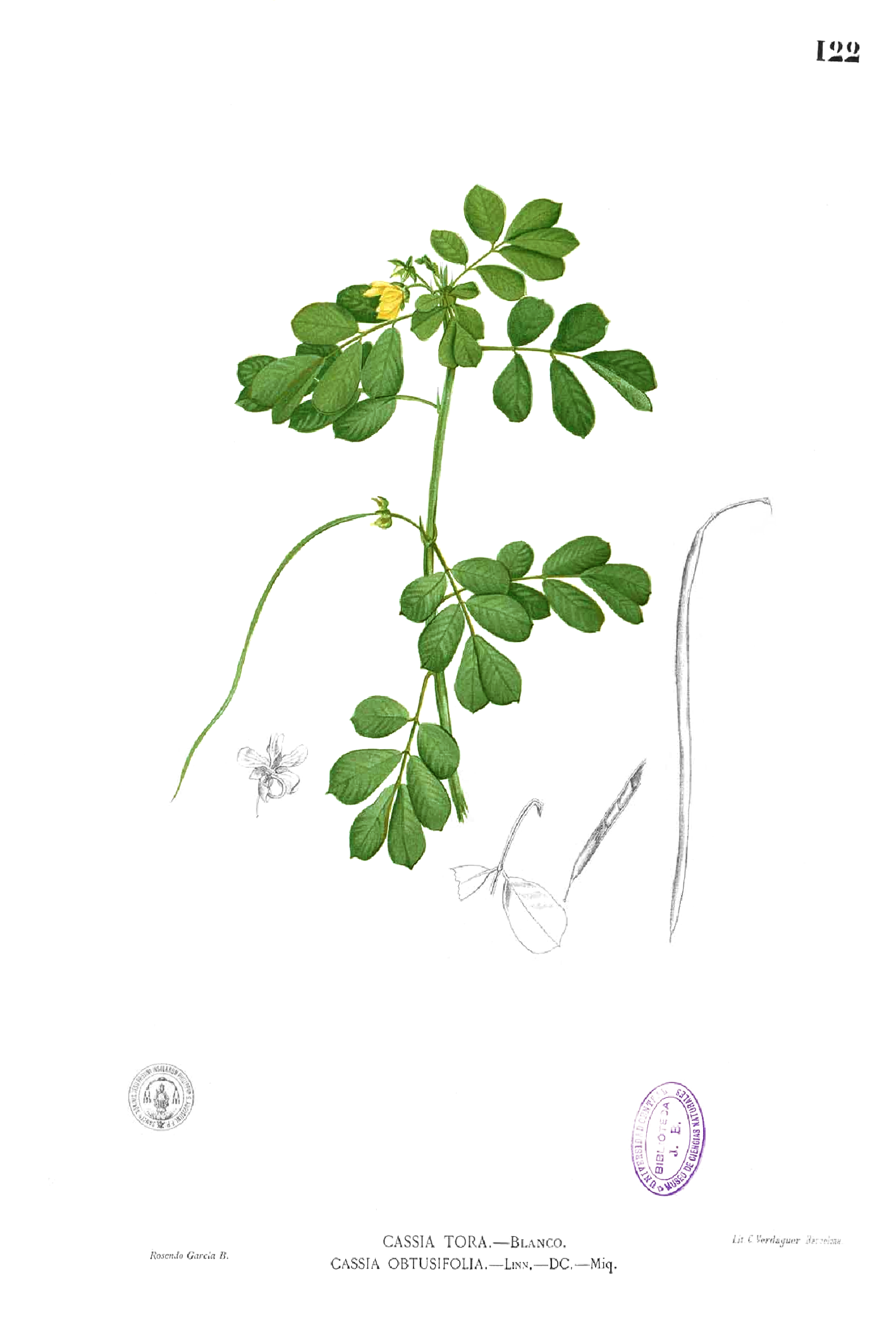